# Deng Yaping
Deng Yaping (n. 6 februarie 1973, Zhengzhou, Republica Populară Chineză) este o jucătoare de tenis de masă ce a reprezentat Republica Populară Chineză, medaliată olimpică. A participat la 2 ediții ale Jocurilor Olimpice (1992, 1996) în care a câștigat patru medalii de aur.